# Ziyàdida
La dinastia ziyàdida (o dels ziyàdides) fou una nissaga que va governar a la Tihama entre 818 i 1018 aproximadament, que va controlar també les muntanyes del nord del Iemen i temporalment la costa de l'oceà Índic. Les fonts que parlen de la dinastia són tardanes i estan mal informades i la cronologia és difícil de precisar i en la part final gairebé no se'n sap res.
Agafa el nom de Muhammad ibn Ziyad, un suposat descendent de la família omeia, que sota el califa al-Mamun fou protegit del visir al-Fadl ibn Sahl. El 817 una carta que va arribar a la cort abbàssida informava d'una revolta tribal a la Tihama i al-Fadl va aconsellar al califa enviar a Ziyad per reprimir-la. Ziyad hi fou enviat i va rebre l'ordre de fundar una nova capital provincial. Va fer el pelegrinatge i va arribar el 818 i va entrar al Iemen on va lliurar diverses batalles contra les tribus rebels fins que va tenir el control de la Tihama. El 819 va fundar la nova capital que va rebre el nom de Zabid.
Muhammad ibn Ziyad va morir el 859 quan Ziyad havia estès el control del seu govern força més enllà de la Tihama, arribant fins a l'Hadramaut (amb la costa des d'Aden fins al-Shihr al centre i Mirbat a Oman) i que al nord arribava fins a Haly ibn Yakub. El va succeir el seu fill Ibrahim ibn Ziyad (859-896) i a la seva mort va seguir el seu fill Ziyad II (896-902).
A la seva mort va seguir el seu fill de nom desconegut (Ibn Ziyad 902-911) i després Abu l-Djaysh (911-981) que és el darrer nom conegut i que sembla haver tingut un regnat extraordinàriament llarg de 70 anys el que faria suposar que va arribar al tron sent un infant. Posteriorment la dinastia va seguir governant en alguna zona però ja no a Zabid que al començament del govern d'Abu l-Djaysh va caure en poder d'un imam de nom Murtada ibn Hadi. A la segona meitat del segle x l'imam de Zabid es va apoderar de Sanaa i va dominar la Tihama, però la va perdre temporalment davant de les tribus del Khawlan, i després de les tribus dels Banu Hamdan. Els imams van conservar Zabid i una part de la Tihama fins al 987 quan els hiwàlides o yafurites van reconquerir Sanaa i van ocupar Zabid. Llavors el hiwàlides van reconèixer al califa fatimita. L'emir hiwàlida va morir el 997 i no gaire després els imams van retornar a Zabid on van governar fins a la meitat del segle xi quan es va imposar la dinastia sulàyhida.